# Ecgberht I. (Northumbria)
Ecgberht († 873) war von 867 bis 872 Subkönig von Northumbria.

## Leben
Erstmals erwähnt wird Ecgberht, als er statt der gefallenen Könige Ælle und Osberht, durch die siegreichen dänischen Wikinger als Subkönig auf den Thron gesetzt wird. Sein Machtbereich war auf Bernicia, die Region nördlich des Tyne beschränkt. Historiker gehen davon aus, dass er bloß als Marionettenkönig und Steuereintreiber des Großen Heidnischen Heers diente und dass er aus einer der um die Königswürde streitenden northumbrischen Familien stammte.
Eine weitere Erwähnung in historischen Quellen wird Ecgberht erst wieder 872 zuteil, als der Chronist Symeon von Durham berichtet, dass „die Northumbrier ihren König Ecgberht und den Erzbischof Wulfhere vertrieben“.
Schließlich wird noch über seinen Tod im Jahr 873 berichtet und dass Ricsige ihm nachfolgte.